# Falkvåltjärnarna
Falkvåltjärnarna en större grupp småsjöar i Bergs kommun i Härjedalen. Där finns följande sjöar:
- Stortjärnen (Storsjö socken, Härjedalen, 697965-135424)
- Falkvåltjärnarna (Storsjö socken, Härjedalen, 697866-135306), 62°53′27″N 12°54′50″Ö / 62.8908°N 12.9138°Ö (6,65 ha)
- Falkvåltjärnarna (Storsjö socken, Härjedalen, 697877-135320), 62°53′23″N 12°55′06″Ö / 62.8898°N 12.9182°Ö
- Falkvåltjärnarna (Storsjö socken, Härjedalen, 697894-135357), 62°53′33″N 12°55′38″Ö / 62.8924°N 12.9272°Ö (3,06 ha)
- Falkvåltjärnarna (Storsjö socken, Härjedalen, 697904-135658), 62°53′45″N 12°59′12″Ö / 62.8958°N 12.9867°Ö (4,1 ha)
- Falkvåltjärnarna (Storsjö socken, Härjedalen, 697908-135354), 62°53′34″N 12°55′29″Ö / 62.8927°N 12.9246°Ö
- Falkvåltjärnarna (Storsjö socken, Härjedalen, 697910-135446), 62°53′34″N 12°56′29″Ö / 62.8929°N 12.9413°Ö (2,4 ha)
- Falkvåltjärnarna (Storsjö socken, Härjedalen, 697911-135268), 62°53′43″N 12°54′32″Ö / 62.8953°N 12.909°Ö (2,52 ha)
- Falkvåltjärnarna (Storsjö socken, Härjedalen, 697914-135283), 62°53′45″N 12°54′49″Ö / 62.8958°N 12.9137°Ö (3,67 ha)
- Falkvåltjärnarna (Storsjö socken, Härjedalen, 697928-135329), 62°53′43″N 12°55′14″Ö / 62.8952°N 12.9206°Ö (1,73 ha)
- Falkvåltjärnarna (Storsjö socken, Härjedalen, 697932-135645), 62°53′52″N 12°59′00″Ö / 62.8977°N 12.9833°Ö (8,73 ha)
- Falkvåltjärnarna (Storsjö socken, Härjedalen, 697934-135242), 62°53′41″N 12°54′09″Ö / 62.8946°N 12.9024°Ö
- Falkvåltjärnarna (Storsjö socken, Härjedalen, 697940-135490), 62°53′46″N 12°57′04″Ö / 62.8961°N 12.951°Ö
- Falkvåltjärnarna (Storsjö socken, Härjedalen, 697942-135160), 62°53′43″N 12°53′16″Ö / 62.8953°N 12.8879°Ö (3,77 ha)
- Falkvåltjärnarna (Storsjö socken, Härjedalen, 697945-135235), 62°53′55″N 12°54′12″Ö / 62.8985°N 12.9034°Ö (8,87 ha)
- Falkvåltjärnarna (Storsjö socken, Härjedalen, 697949-135351), 62°53′41″N 12°55′31″Ö / 62.8946°N 12.9252°Ö (3,34 ha)
- Falkvåltjärnarna (Storsjö socken, Härjedalen, 697949-135474), 62°53′47″N 12°56′52″Ö / 62.8963°N 12.9478°Ö (2,52 ha)
- Falkvåltjärnarna (Storsjö socken, Härjedalen, 697951-135267), 62°53′54″N 12°54′31″Ö / 62.8982°N 12.9085°Ö (2,89 ha)
- Falkvåltjärnarna (Storsjö socken, Härjedalen, 697955-135293), 62°53′56″N 12°54′50″Ö / 62.899°N 12.9139°Ö (2,94 ha)
- Falkvåltjärnarna (Storsjö socken, Härjedalen, 697955-135572), 62°53′59″N 12°58′00″Ö / 62.8996°N 12.9668°Ö (4,19 ha)
- Falkvåltjärnarna (Storsjö socken, Härjedalen, 697960-135383), 62°53′56″N 12°55′45″Ö / 62.899°N 12.9291°Ö (4,29 ha)
- Falkvåltjärnarna (Storsjö socken, Härjedalen, 697962-135328), 62°53′54″N 12°55′10″Ö / 62.8983°N 12.9195°Ö (1,72 ha)
- Falkvåltjärnarna (Storsjö socken, Härjedalen, 697962-135413), 62°53′56″N 12°56′05″Ö / 62.899°N 12.9348°Ö (2,9 ha)
- Falkvåltjärnarna (Storsjö socken, Härjedalen, 697963-135537), 62°53′57″N 12°57′29″Ö / 62.8991°N 12.958°Ö (1,91 ha)
- Falkvåltjärnarna (Storsjö socken, Härjedalen, 697983-135177), 62°53′55″N 12°53′21″Ö / 62.8987°N 12.8892°Ö
- Falkvåltjärnarna (Storsjö socken, Härjedalen, 697994-135209), 62°54′00″N 12°53′43″Ö / 62.8999°N 12.8953°Ö
- Falkvåltjärnarna (Storsjö socken, Härjedalen, 697995-135208), 62°54′00″N 12°53′42″Ö / 62.8999°N 12.8951°Ö
- Falkvåltjärnarna (Storsjö socken, Härjedalen, 698000-135590), 62°54′07″N 12°58′12″Ö / 62.9019°N 12.9701°Ö
- Falkvåltjärnarna (Storsjö socken, Härjedalen, 698014-135519), 62°54′10″N 12°57′22″Ö / 62.9029°N 12.9561°Ö
- Falkvåltjärnarna (Storsjö socken, Härjedalen, 698037-135558), 62°54′18″N 12°57′49″Ö / 62.9051°N 12.9635°Ö
- Falkvåltjärnarna (Storsjö socken, Härjedalen, 698043-135585), 62°54′21″N 12°58′08″Ö / 62.9057°N 12.9688°Ö
- Falkvåltjärnarna (Storsjö socken, Härjedalen, 698044-135526), 62°54′20″N 12°57′26″Ö / 62.9056°N 12.9572°Ö
- Falkvåltjärnarna (Storsjö socken, Härjedalen, 698061-135502), 62°54′25″N 12°57′08″Ö / 62.907°N 12.9523°Ö